# 阿島信天翁
阿島信天翁（學名：Diomedea amsterdamensis）是一種大型信天翁，生活在法屬南部領地中的阿姆斯特丹島上，而且只局限在該島的 Plateau des Tourbières（“沼泽高原”） 繁殖。阿島信天翁一直被視為广泛分布的漂泊信天翁（Diomedea exulans）的一個亞種，直至1983年才被分離出來視作一獨立種。

## 外形特点
阿島信天翁體色呈褐色，與一般呈白色體色的其他信天翁不同。體重範圍在4.8至8kg，體長107至122cm，翼展達280至340cm。此鳥與漂泊信天翁外型上極為相似，其羽色也與漂泊信天翁第三階段的羽色相同，因此看上去極像幼年的漂泊信天翁。

## 分类
由于阿岛信天翁與漂泊信天翁的相似，很长时间都认为它是漂泊信天翁的一个亚种。而当阿島信天翁第一个從漂泊信天翁劃分出来时，面临着很大的爭論。当时有人指出在紐西蘭的漂泊信天翁也有类似的現象，但没有被认为是獨立成種。一段時間後在紐西蘭的信天翁也被劃分出來（如兩種皇信天翁），爭論才逐渐平息。

## 行為

### 繁殖
阿島信天翁每兩年就會到开阔的沼澤地或濕地進行繁殖。雙親均會照顧幼鸟，孵化期需80天，由雙親每個星期輪流交替。剛孵化出來的幼鳥呈血紅色，羽翼豐滿則要多花230天。初期雙親會每三天餵食一次，在長出飛羽後開始減少頻率。在最高峰時幼鳥的體重可比雙親更重，這些額外的體重主要用作羽毛的生長，因此會逐步減少。幼鳥成熟後會花5年時間在海邊覓食生活，而後才首次回到其繁殖地，並在數年後才開始繁殖其下一代。其繁殖語言與漂泊信天翁相當類似。

### 覓食
由於數目稀少，因此其覓食習性及在海洋上的分佈仍未得到全面瞭解。只知在孵化期間無需孵育的個體會在整個印度洋上覓食，覓食點距離繁殖地有2400km之遠。

## 保護現狀

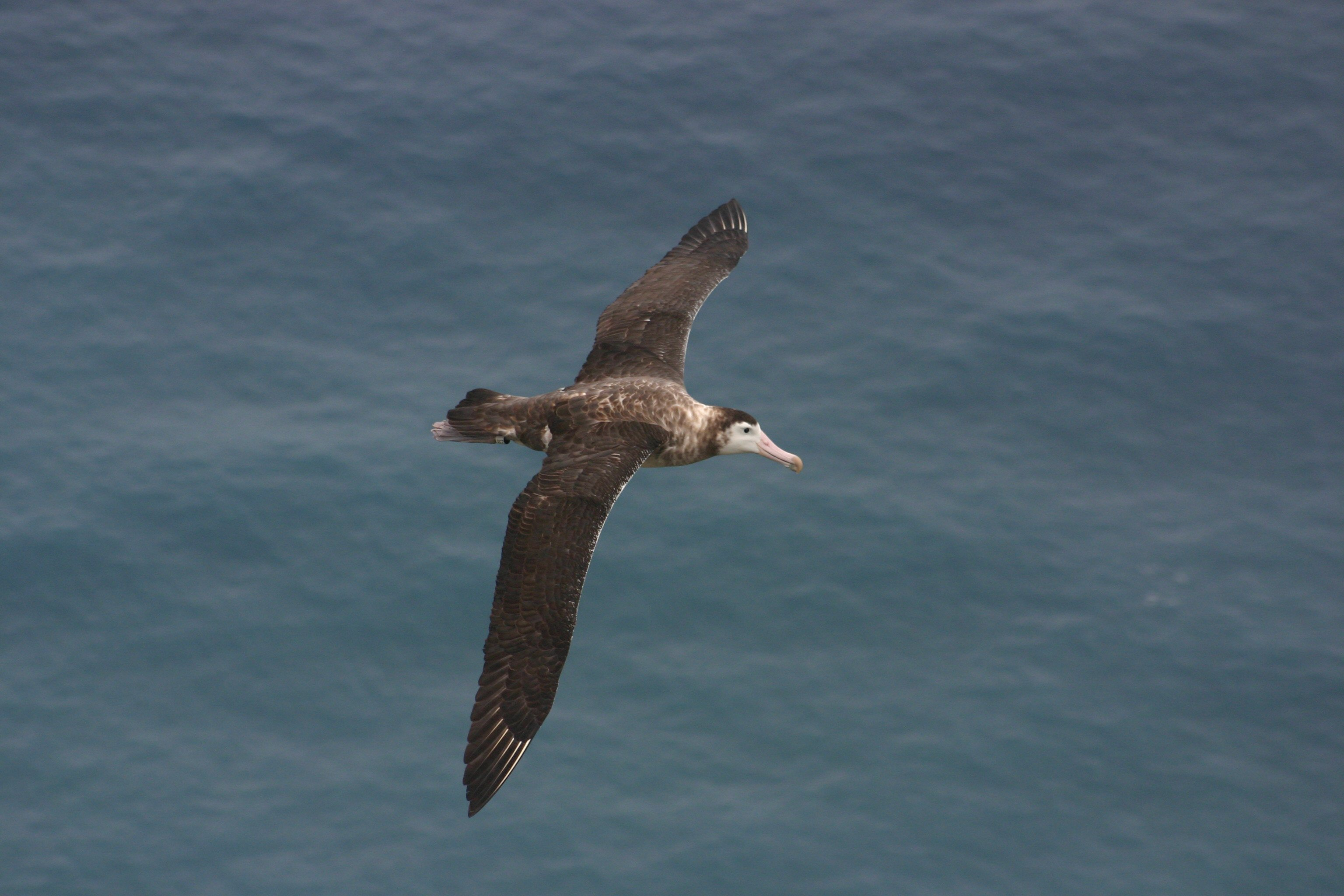
飛行中的成鳥，可看到除了翅膀外，其體色也為深褐色

從一開始確認為新種後，阿島信天翁就在IUCN紅色名錄中列為極危物種。最開始的種群數目僅有5對繁殖對，在經過對其棲地的保育後，增至近年的18至25對。估計目前共有80頭成鳥及總數約130頭的阿島信天翁。雖然數目逐漸增加，但由於其繁殖地極為狹窄，近年外來物種如流浪貓對其存活有很大的威胁。此外捕魚活動，特別是延繩捕魚（Longline fishing），每年约殺死至少100,000頭不同類型的信天翁，这对数量稀少的阿岛信天翁也是一个威胁。

## 外部連結
- 國際鳥盟介紹 （页面存档备份，存于）
- ARKive - 阿島信天翁的圖像及影片